# Armin Sckell

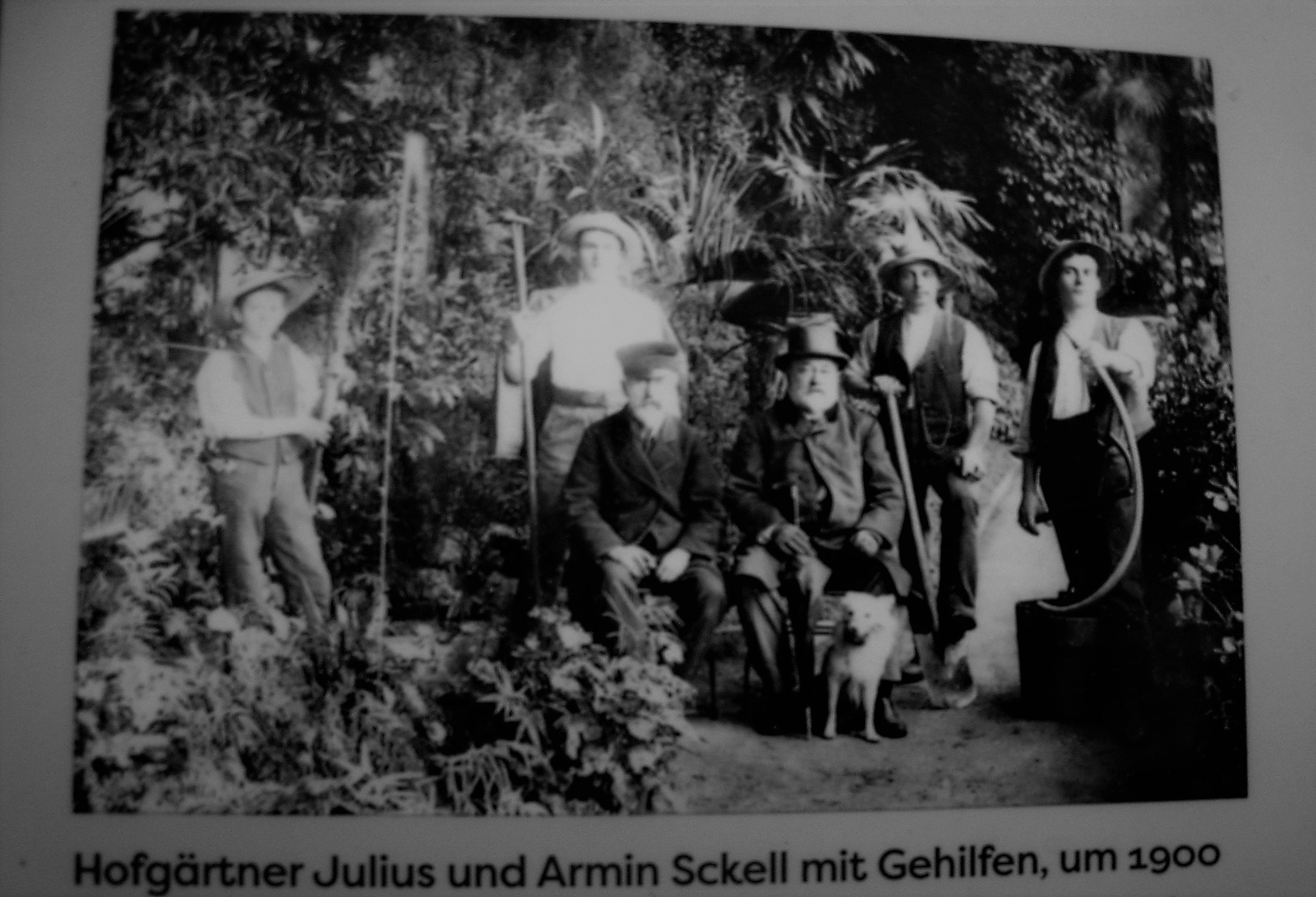
Julius und Armin Sckell und Mitarbeiter

Armin Emil August Heinrich Christian Sckell (* 5. Mai 1836 in Eisenach; † 27. Dezember 1910 in Weimar) war Großherzoglich Sächsischer Hofgärtner und später Garteninspektor im Belvedere bei Weimar.

## Leben und Werk
Armin Sckell entstammt der Gärtner- und Malerfamilie Sckell. Er war der Enkel von Johann Christian Sckell und der zweite Sohn von Gottlieb Ludwig Eduard Sckell. Sein Bruder war Julius Sckell.
Armin Sckell war nach seiner Berufsausbildung zum Gärtner zunächst im Berliner Botanischen Garten tätig. Anschließend unternahm er mehrere Fortbildungsreisen, unter anderem 1860 nach England. 1862 wurde er „Gartenkondukteur“ in Belvederegarten bei Weimar. Aus dem Jahr 1866 sind Beschreibungen und Pläne von seiner Hand erhalten, mit deren Hilfe 2003 im Inneren des „Langen Hauses“ der Orangerie des Belvedere die ehemaligen Natursteinterrassen und Wege gartendenkmalpflegerisch rekonstruiert werden konnten.
1873 wurde Armin Sckell zum Hofgärtner des Belvedere ernannt. Ab 1900 war er Garteninspektor des Belvedere und außerdem verantwortlich für die Stadtgärtnerei Weimar und die Hofgärtnerei Henrichau (auch: Heinrichau) in Schlesien. 
Armin Sckell war Mitglied des „Vereines deutscher Gartenkünstler“ (VdG).